# Gary Breen
Gary Breen (ur. 12 grudnia 1973 w Hendon, na przedmieściach Londynu, Anglia) - były irlandzki piłkarz, z pochodzenia Anglik. Swoje mecze rozgrywał na pozycji obrońcy.

## Kariera piłkarska
Gary Breen urodził się w Anglii. Pierwszym klubem był Charlton Athletic FC. Był w kadrze na sezon 1990/1991, ale nie zagrał ani jednego spotkania.
Całą swoją karierę rozgrywa w Anglii. Następnie był graczem mniej znanych zespołów: Maidstone United FC, Gillingham FC, Peterborough United FC, a następnie Birmingham City FC oraz Coventry City FC, gdzie rozegrał jeden z najlepszych okresów w jego karierze. Grywał tam w latach 1997–2002. Rozgrywając 146 spotkań ustrzelił dwie bramki.
Po Mistrzostwach Świata 2002 stał się jednym z najlepszych graczy w Irlandii. Szybko sprowadził go do siebie wyżej premiowany West Ham United FC. Choć spędził w nim jedynie sezon zaprezentował się z dobrej strony i na następne trzy lata był już graczem Sunderland AFC.
Obecnie gra w Wolverhampton Wanderers FC. Trafił do niego 20 lipca 2006 w ramach wolnego transferu. Zadebiutował 5 sierpnia w meczu
The Championship z Plymouth Argyle.
| Sezon     | Klub                       | Kraj   | Rozgrywki           | Mecze | Bramki |
| --------- | -------------------------- | ------ | ------------------- | ----- | ------ |
| 1990/1991 | Charlton Athletic FC       | Anglia | Premiership         | 0     | 0      |
| 1991/1992 | Maidstone United FC        | Anglia | Isthmian League     | 19    | 0      |
| 1992/1994 | Gillingham FC              | Anglia | Football League One | 51    | 0      |
| 1994/1996 | Peterborough United FC     | Anglia | Football League Two | 69    | 1      |
| 1996/1997 | Birmingham City FC         | Anglia | The Championship    | 42    | 2      |
| 1997/2002 | Coventry City FC           | Anglia | The Championship    | 146   | 2      |
| 2002/2003 | West Ham United FC         | Anglia | Premiership         | 14    | 0      |
| 2003/2006 | Sunderland AFC             | Anglia | The Championship    | 107   | 7      |
| 2006/2007 | Wolverhampton Wanderers FC | Anglia | The Championship    | 29    | 0      |

## Kariera reprezentacyjna
Z reprezentacją Irlandii jest związany od 1996 choć wcześniej proponowano mu grę dla reprezentacji Anglii. W obecnej kadrze zadebiutował 29 maja w meczu przeciwko Portugalii. Mecz został przegrany 0:1, a Gary zeszedł z boiska w 88 minucie.
Zaliczył również występ na Mistrzostwach Świata 2002, gdzie odpadł w 1/8 finału. Zdobył bramkę w potyczce pomiędzy Arabią Saudyjską (3:0). Dotychczas rozegrał 63 spotkania i zdobył 3 bramki.